# ماينبورغ (براندنبورغ)
مينبورغ (بريغنيتس) (بالألمانية: Meyenburg) هي مدينة و بلدة ألمانية تقع في ألمانيا في براندنبورغ. يقدر عدد سكانها بـ 2,497 نسمة .